# Карл Шотт
Карл Шотт (нім. Karl Schott, 11 серпня 1906, Відень — 18 липня 1985) — австрійський футболіст, що грав на позиції півзахисника. Відомий виступами, зокрема, у складі клубу «Адміра», а також національної збірної Австрії. Дворазовий чемпіон Австрії, володар кубка Австрії.

## Клубна кар'єра
У складі клубу «Адміра» (Відень) почав грати у сезоні 1924–1925. Гравцем основи став з наступного сезону, складаючи тріо півзахисників клубу спільно з Антоном Кохом і Рудольфом Востраком. У 1927 році разом з командою здобув перший в історії клубу титул чемпіона Австрії. Несподіваним конкурентом «Адміри» в боротьбі за титул став клуб «Брігіттенауер». Перед останнім туром «Адміра» мала перевагу в одне очко, але суперникам випало грати між собою. Клуб Шотта упевнено переміг з рахунком 5:0 і здобув свій перший чемпіонський трофей. На рахунку Шотта 22 матчі у тому сезоні.
Влітку зіграв у обох чвертьфінальних матчах новоствореного кубка Мітропи, у яких австрійський клуб зустрічався з чехословацькою «Спартою». У першому матчі «Спарта» перемогла з рахунком 5:1, але в матчі-відповіді на 60-й хвилині уже «Адміра» перемагала 5:1. Втім, команді не вдалося розвинути чи хоча б втримати цей результат і наприкінці матчу чеські гравці зуміли забити два голи і пройти в наступний раунд.
Наступного сезону «Адміра» знову перемогла у чемпіонаті, випередивши на три очки «Рапід». У національній першості Шотт зіграв 24 матчі. Також клуб здобув кубок Австрії. У фінальному поєдинку команда переграла «Вінер АК» з рахунком 2:1.
Влітку 1928 року «Адміра» знову пробувала свої сили в матчах кубку Мітропи. В 1/4 фіналу команда переграла чехословацьку «Славію» — 3:1, 3:3. У півфіналі «Адміра» в обох матчах поступилась майбутньому чемпіонові угорському «Ференцварошу» (1:2, 0:1).
Протягом трьох наступних сезонів ставав з командою срібним призером чемпіонату. Загалом грав у складі «Адміри» до 1931 року. Зіграв у національній першості 120 матчів, у яких забив 1 гол.
Сезон 1931—1932 провів у команді «Брігіттенауер». А через рік перебрався до команди «Лібертас», де знову виступав з багаторічним партнером по «Адмірі» Антоном Кохом. У 1933—1935 роках грав у команді другого французького дивізіону «Мюлуз».

## Виступи за збірну
У складі збірної Австрії дебютував у листопаді 1927 року в поєдинку Центральноєвропейського кубка зі збірною Італії (1:0). Регулярно грав за команду у 1928 і 1929 роках. У 1931 році зіграв проти Італії (1:2) у матчі кубка Центральної Європи 1931—1932, у якому австрійська збірна у підсумку здобула перемогу. Загалом у період з 1927 по 1931 рік зіграв 10 матчів.
Також активно виступав у складі збірної Відня. Зіграв 6 міжнародних матчів. Дебютував у поєдинку проти збірної Праги (1:1) у 1928 році. Також грав у матчах проти збірної Центральної Швеції (3:2), збірних Мальме (2:2, 1928), Берліну (4:1, 1928) і Праги (5:4, 1929), а уже як гравець «Лібертаса» у 1933 році був учасником поєдинку проти збірної Брно (1:4).

## Досягнення
- Чемпіон Австрії (2): 1927, 1928
- Срібний призер чемпіонату Австрії (3): 1929, 1930, 1931
- Володар кубка Австрії (1): 1928
- Володар кубка Центральної Європи (1): 1931—1932

## Статистика

### Статистика клубних виступів
| Клуб              | Сезон     | Чемпіонат | Чемпіонат | Кубок | Кубок | Кубок Мітропи | Кубок Мітропи | Всього | Всього |
| Клуб              | Сезон     | Матчі     | Голи      | Матчі | Голи  | Матчі         | Голи          | Матчі  | Голи   |
| ----------------- | --------- | --------- | --------- | ----- | ----- | ------------- | ------------- | ------ | ------ |
| «Адміра» (Відень) |           |           |           |       |       |               |               |        |        |
| 1924–1925         | 1         | 0         | 2         | 0     | -     | -             | 3             | 0      |        |
| 1925–1926         | 22        | 0         | 2         | 0     | -     | -             | 24            | 0      |        |
| 1926–1927         | 24        | 0         | 5         | 0     | -     | -             | 29            | 0      |        |
| 1927–1928         | 23        | 0         | 5         | 0     | 2     | 0             | 30            | 0      |        |
| 1928–1929         | 20        | 0         | 3         | 0     | 4     | 0             | 27            | 0      |        |
| 1929–1930         | 16        | 0         | 2         | 0     | -     | -             | 18            | 0      |        |
| 1930–1931         | 14        | 1         | 7+        | 0     | -     | -             | 23            | 1      |        |
| Всього            | 120       | 1         | 26+       | 0     | 6     | 0             | 132           | 1      |        |
| «Брігіттенауер»   | 1931–1932 | 22        | 0         | 3     | 0     | -             | -             | 25     | 0      |
| «Лібертас»        | 1932–1933 | 17        | 3         | 2     | 0     | -             | -             | 19     | 3      |
| «Мюлуз»           |           |           |           |       |       |               |               |        |        |
| 1933–1934         | ?         | ?         | ?         | ?     | -     | -             | ?             | ?      |        |
| 1934–1935         | ?         | ?         | ?         | ?     | -     | -             | ?             | ?      |        |

### Статистика виступів у збірній
| Дата       | Місто     | Господарі | Результат | Гості     | Турнір                             | Голи | Примітки |
| ---------- | --------- | --------- | --------- | --------- | ---------------------------------- | ---- | -------- |
| 06/11/1927 | Болонья   | Італія    | 0 – 1     | Австрія   | Кубок Центральної Європи 1927—1930 | -    |          |
| 06/05/1928 | Відень    | Австрія   | 3 – 0     | Югославія | товариський матч                   | -    |          |
| 29/07/1928 | Стокгольм | Швеція    | 1 – 2     | Австрія   | товариський матч                   | -    |          |
| 07/10/1928 | Відень    | Австрія   | 5 – 1     | Угорщина  | Кубок Центральної Європи 1927—1930 | -    |          |
| 28/10/1928 | Відень    | Австрія   | 2 – 0     | Швейцарія | Кубок Центральної Європи 1927—1930 | -    |          |
| 11/11/1928 | Рим       | Італія    | 2 – 2     | Австрія   | товариський матч                   | -    |          |
| 07/04/1929 | Відень    | Австрія   | 3 – 0     | Італія    | Кубок Центральної Європи 1927—1930 | -    |          |
| 05/05/1929 | Відень    | Австрія   | 2 – 2     | Угорщина  | товариський матч                   | -    |          |
| 06/10/1929 | Будапешт  | Угорщина  | 2 – 1     | Австрія   | товариський матч                   | -    |          |
| 22/02/1931 | Мілан     | Італія    | 2 – 1     | Австрія   | Кубок Центральної Європи 1931—1932 | -    |          |
| Усього     |           | Матчів    | 10        |           | Голів                              | 0    |          |

### Статистика виступів у кубку Мітропи
| №                      | Розіграш               | Стадія                 | Дата та місце проведення | Команда 1              | Рахунок | Команда 2       | Голи |
| ---------------------- | ---------------------- | ---------------------- | ------------------------ | ---------------------- | ------- | --------------- | ---- |
| 1                      | 1927                   | 1/4                    | 14.08.1927 Прага         | Спарта (Прага)         | 5:1     | Адміра (Відень) |      |
| 2                      | 1927                   | 1/4                    | 21.08.1927 Відень        | Адміра (Відень)        | 5:3     | Спарта (Прага)  |      |
| 3                      | 1928                   | 1/4                    | 15.08.1928 Відень        | Адміра (Відень)        | 3:1     | Славія (Прага)  |      |
| 4                      | 1928                   | 1/4                    | 19.08.1928 Прага         | Славія (Прага)         | 3:3     | Адміра (Відень) |      |
| 5                      | 1928                   | 1/2                    | 9.09.1928 Відень         | Адміра (Відень)        | 1:2     | Ференцварош     |      |
| 6                      | 1928                   | 1/2                    | 16.09.1928 Будапешт      | Ференцварош            | 1:0     | Адміра (Відень) |      |
| Всього у кубку Мітропи | Всього у кубку Мітропи | Всього у кубку Мітропи | Всього у кубку Мітропи   | Всього у кубку Мітропи | 6       |                 | 0    |